# Los Romeos (grupo español)
Los Romeos fue una banda de pop punk española formada en Castellón en 1988, por la unión de excomponentes del grupo Morcillo el Bellaco y Los Rítmicos con Patrizia Escoin, vocalista. 

## Biografía
Los orígenes de Los Romeos se sitúan en Castellón de la Plana en el año 1988 cuando Pedro López Moreno, Juan Carlos Juanki Tomás y José Ángel Leiros, todos ellos componentes de su antiguo grupo Morcillo el Bellaco y Los Rítmicos, se unen a Patricia Fernández Escoin. 
Se dan a conocer con su primer sencillo Muérdeme, en 1990, que tiene muy buena acogida por el público, incluso antes de publicar su primer disco. Ese primer álbum lleva el nombre del grupo, Los Romeos, conteniendo éxitos tan pegadizos y contundentes como el mencionado Muérdeme o Mi vida rosa, compuesta por Juan Antonio Morcillo. También conocidos fueron Un poquito de amor y El mundo a tus pies, esta última, versión del tema Sunday girl de Blondie. 
Dos años más tarde sacan su segundo álbum, Sangre caliente, del cual se extraen dos sencillos, Arañas mi piel y Cuando llega mi amor. 
En 1996 editan su tercer y último álbum, Sin conexión, que fue muy poco promocionado por la compañía discográfica Magna Music con lo que pasa muy desapercibido para el público teniendo pocas ventas. Poco después la formación se disuelve.
Posteriormente, Patrizia Escoin formó parte del trío musical Lula y del cuarteto Los Amantes.

## Discografía

### Álbumes de estudio
- Los Romeos (Hispavox, 1990).
- Sangre caliente (Hispavox, 1992).
- Sin conexión (Magna Music, 1996).

### Sencillos
- Muérdeme (Hispavox, 1990).
- Mi vida rosa (Hispavox, 1990).
- Un poquito de amor (Hispavox, 1990).
- El mundo a tus pies (Hispavox, 1990).
- Arañas mi piel (Hispavox, 1992).
- Cuando llega mi amor (Hispavox, 1992).